# Bradunia
Bradunia é um gênero de traça pertencente à família Arctiidae.